# بابی دارین
بابی دارین (انگلیسی: Bobby Darin؛ زاده ۱۴ مهٔ ۱۹۳۶ درگذشته ۲۰ دسامبر ۱۹۷۳) یک موسیقی‌دان اهل ایالات متحده آمریکا بود. وی بین سال‌های ۱۹۵۶ تا ۱۹۷۳ میلادی فعالیت می‌کرد.